# Боннська громадська обсерваторія

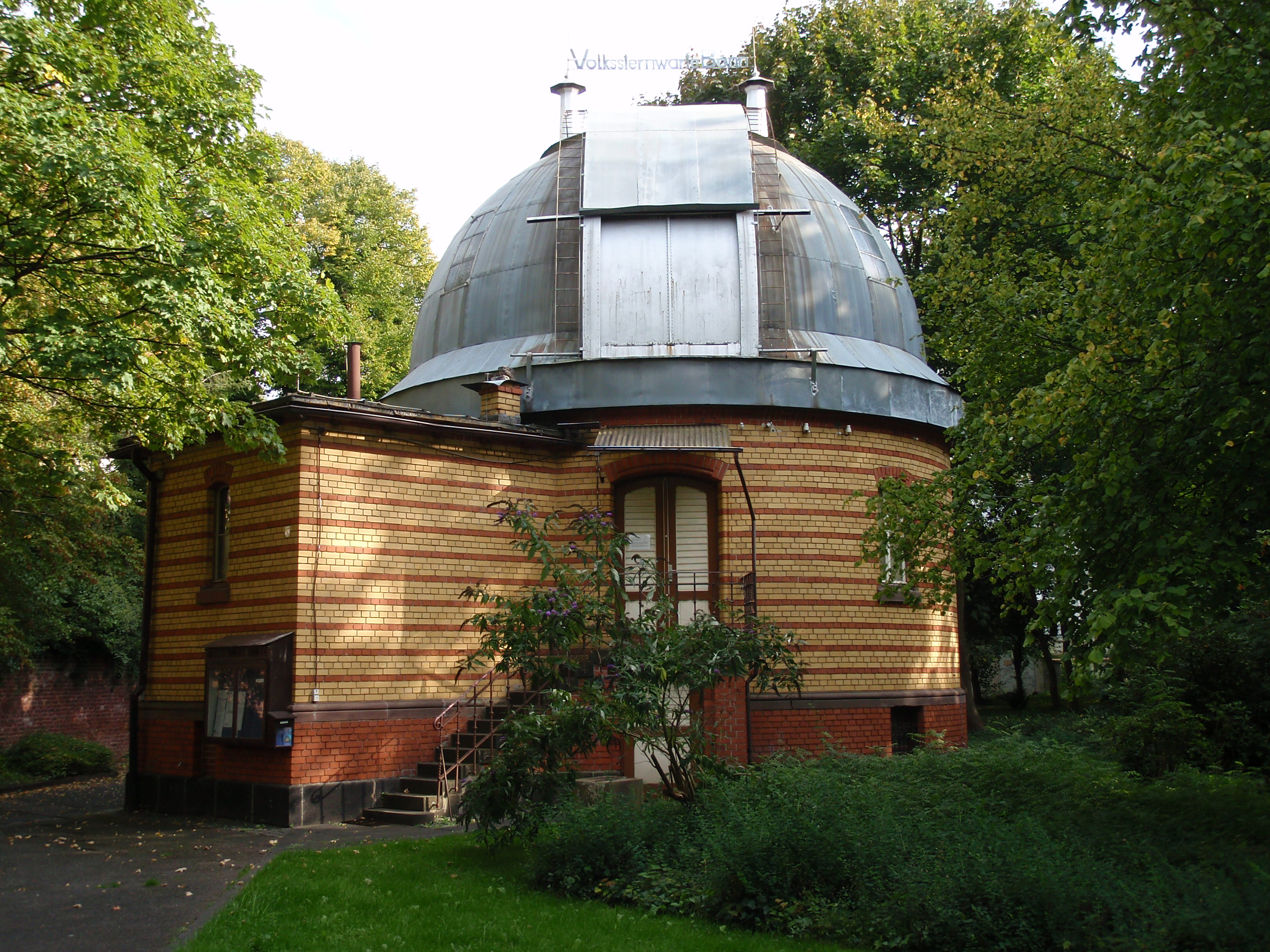
Будівля обсерваторії

Боннська громадська обсерваторія (нім. Volkssternwarte Bonn) — астрономічна обсерваторія в Бонні. Розташована на території Старої обсерваторії Боннського університету в районі Зюдштадт.
Боннська громадська обсерваторія була заснована 1972 року як наукове товариство, призначене для популяризації астрономії та підтримки аматорської астрономії. Станом на 2008 рік асоціація налічувала близько 160 учасників.
Будівля під назвою «Рефракторій» (нім. Refraktorium) є куполом великого рефрактора колишньої університетської обсерваторії 1899 року. Зараз вона містить, зокрема, бібліотеку та невелику астрономічну виставку. Будівля орендована у федеральної землі Північний Рейн-Вестфалія з 1975 року й охороняється як пам'ятник історії.
Боннська громадська обсерваторія регулярно проводить громадські спостереження зоряного неба й Сонця та організовує лекції на астрономічні теми.